# Fouad el-Hadidi
El-Sayed Fouad el-Hadidi (in arabo السيد فؤاد الحديدي‎?; 25 marzo 1932) è un ex cestista egiziano.
È indicato talvolta anche con la traslitterazione Fuad al-Hadidi.

## Carriera
Con l'Egitto ha disputato i Campionati mondiali del 1959.